# (3972) Richard
(3972) Richard est un astéroïde de la ceinture principale.

## Description
(3972) Richard est un astéroïde de la ceinture principale. Il fut découvert le 6 mai 1981 à l'Observatoire Palomar par Carolyn S. Shoemaker. Il présente une orbite caractérisée par un demi-grand axe de 2,16 UA, une excentricité de 0,18 et une inclinaison de 4,1° par rapport à l'écliptique.

## Compléments